# 罗贝拉
罗贝拉是意大利皮埃蒙特大区阿斯蒂省的一个市镇。